# La Boîte de jazz
Pour les articles homonymes, voir Boîte.
La Boîte de jazz est une chanson de Michel Jonasz, qui en est également l'auteur et le compositeur dont les arrangements sont signés par Manu Katché, Jean-Yves D'Angelo et Kamil Rustam. Elle est extraite de son 9e album, Unis vers l'uni, sorti en 1985 chez Atlantic/WEA. Le single s'est hissé à la 33e place du Top 50 en 1985.
Ce titre est un hommage aux jazzmen, tant par l'écriture musicale qui utilise des procédés caractéristiques (dialogue soliste/chœurs, walking bass, riffs de cuivres, scat et improvisation), que par les rimes et jeux de mots sur les noms de jazzmen célèbres dont Duke Ellington, Oscar Peterson ou  Lionel Hampton, Charlie Parker.
La Boîte de jazz obtient le trophée de la chanson originale de l’année aux Victoires de la musique en 1985.

## Artistes cités dans la chanson
- Charlie Parker
- Dizzy Gillespie
- Charles Mingus
- Miles Davis
- Duke Ellington
- Oscar Peterson
- Lionel Hampton
- Scott Hamilton
- Jimmy Smith
- Mahalia Jackson
- Charles Thomson
- Charles McPherson

## Distinction
La Boîte de jazz a reçu la première Victoire de la musique de la chanson l’année lors de la cérémonie de 1985.

## Reprise
La chanson est reprise par Philippe Katerine et Francis et ses peintres sur l'album 52 reprises dans l'espace sorti en 2011.